# マルベーリャ
マルベーリャ（スペイン語: Marbella）は、スペイン・アンダルシア州マラガ県のムニシピオ（基礎自治体）。19世紀のスペインにおいて、製鉄業の先駆者となった都市でもある。

## 名称
マルベーリャという名は、アラビア語のMarbil-laから派生したとされる。しかし最近の言語研究によれば、地名はかつてのイベリア人の地名に由来するとされる。

## 地理
マルベーリャは地中海のコスタ・デル・ソルに面しており、マルベージャ港を擁するうえに、砂浜海岸もある。
一方で、マルベーリャの背後にはペニベティカ山塊や、シエラ・ブランカ山脈が迫る場所でもある。時に標高の高い山脈の峰々は、一両日中で溶けてしまう雪で覆われる。

## 歴史
旧石器時代から新石器時代にかけ、マルベーリャ一帯には既にヒトが定住していた。ローマ時代には、サルドゥバ(Salduba)と呼ばれた。
イスラム教徒の占領時代の10世紀、マルベーリャには城が建てられ、これは後に都市を守る防壁となった。
1485年6月11日、マルベーリャはレコンキスタによってスペインの支配下に入った。
スペイン継承戦争中の1705年3月21日には、イングランド海軍とスペイン海軍が衝突するマルベラの海戦が起こった。また、19世紀初頭にオヘン鉱山の鉄と山脈の材木とを利用する高炉がマルベーリャにでき、製鉄業が盛んになった。
スペイン第二共和政時代、マルベーリャは重要な社会の変換を経験した。その後のスペイン内戦やフランコ独裁体制による抑圧で政治的・社会的流動化が押さえつけられた。
第二次世界大戦後、イバンレイ侯リカルド・ソリアーノが、自分の裕福で有名な友人たちにマルベーリャを宣伝した。その中にはホーエンローエ＝ランゲンブルク公子マクシミリアンもいた。イバンレイ公はマルベーリャとサン・ペドロの間に不動産を購入し、ベンタ・イ・アルベルゲス・エル・ロデオ(Venta y Albergues El Rodeo)という複合施設のあるホテルを建てた。これがマルベーリャ観光の幕開けとなった。
1990年代には、購買力の高い観光客や、短期滞在者を目当てにした建設業を基盤として、産業の拡大と成長を続けた。

## 姉妹都市
- プンタ・デル・エステ（ウルグアイ東方共和国）
- バレル（フィリピン共和国）
- ヌヴェール（フランス共和国）
- ナブール（チュニジア共和国）
- マイアミビーチ（アメリカ合衆国）
- クウェートシティ（クウェート国 アースィマ県）
- ドーハ（カタール国）
- ジッダ（サウジアラビア王国）
- カブール（フランス共和国）
- 呉市（日本国 中国地方 広島県）

## 出身者
- ロレンソ・モロン・ガルシア - サッカー選手。